# Нерпичье (озеро, Якутия)
Не́рпичье — пресноводное озеро термокарстового происхождения в Нижнеколымском улусе Якутии. Расположено на северо-востоке Колымской низменности, на левом берегу дельты реки Колыма.
Площадь поверхности — 237 км².
Нерпичье имеет форму водоема с низкими берегами, вытянутого в направлении с юго-востока на северо-запад. Озеро соединяется протоками с системой озёр соедияющихся с рекой Коньковой. Из Нерпичьего вытекает единственная протока — Нерпичья виска, которая впадает в Малое Походское озеро. Питание озера снежно-дождевое, летом является местом гнездования большого количества гусей и уток.
Водоём замерзает в сентябре — октябре, вскрывается в июне. В холодные годы лёд полностью не тает.
В озере обитают муксун, ряпушка, чир, линок, омуль, нельма.